# Let's Get a Divorce
Let's Get a Divorce er en amerikansk stumfilm fra 1918 af Charles Giblyn.

## Medvirkende
- Billie Burke - Cyprienne Marcey
- John Miltern - Henri de Prunelles
- Pinna Nesbit - Yvonne de Prunelles
- Armand Kaliz - Adhemar
- Rod La Rocque - Chauffeur